# 아메리칸 항공
아메리칸 항공(영어: American Airlines, NYSE: AMR)는 미국의 국책항공사로, 본사는 포트워스에 있다. 총여객 운송수로 세계 최대의 항공사이며, 총 운항수입 규모는 세계 1위로 기록되어 있다. AMR의 계열사로 항공 동맹인 원월드의 창립 멤버다. 현재 총 964대의 항공기를 보유하고 있다. 매일 50여 개국 273개 도시를 운항하며 연간 1억 300만 명 정도의 승객을 수송한다. 또한 항공기에 인터넷을 제공하는 고고 인터넷 서비스를 시행하고 있다. 허브 공항은 뉴욕 존 F. 케네디 국제공항, 뉴욕 라과디아 공항, 댈러스 포트워스 국제공항, 로스앤젤레스 국제공항, 마이애미 국제공항, 시카고 오헤어 국제공항이 있으며, 같은 계열사로 지역 항공사인 아메리칸 이글 항공이 있다.

## 역사
80여 개 업체들이 제휴 또는 합병하여 여러 해에 걸쳐 발전하였는데 그 중 로버츤 에어 크래프트(영어: Robertson Aircraft Corporation)와 컬로니얼 에어 트랜스 포트(영어: Colonial Air Transport)이 핵심 회사다.
1921년 미주리주에서 종합 항공업과 제조업체로 처음 설립된 로버츤 에어 크래프트는 1926년 일리노이주 시카고에서 미주리주 세인트루이스 간 우편배달 항로를 처음으로 취항하였는데 이 첫비행의 조종사가 바로 찰스 린드버그(영어: Charles A. Lindbergh)였다.
1923년 조직된 비라인(영어: The Bee Line)이라는 전세기 사업부터 발전한 컬로니얼 에어 트랜스 포트는 뉴욕과 보스턴 간의 우편 항로를 1926년부터 취항하였다. 1929년 이들 항공사는 애비에이션(영어: Aviation Corporation)을 설립해 작은 항공사를 인수하거나 합병하였고 1930년 애비에이션 계열사들이 합병 후 뉴욕에 본사를 두었다.
이듬해 여러 항공사를 통합하면서 보스턴과 뉴욕부터 클리블랜드와 캔자스시티를 경유하여 샌디에이고와 로스앤젤레스까지 이어지는 항로를 확보하였다. 1934년 미국 의회의 새로운 지침과 항공 우송 계약이 종결되면서 미국의 항공사들 대부분이 개편될 때 이 회사는 모든 항로를 하나의 시스템으로 통합되어 지금의 이름으로 바꾸었다.
1942년 자회사 스카이 쉐프(영어: Sky Chefs)와 함께 항공 케이터링 사업을 시작하였고 1945년 유럽 지역 운항 서비스를 시작하였다. 1957년 세계 최초로 승무원 교육기관인 아메리칸 에어라인즈 스튜어디스 칼리지(영어: American Airlines Stewardess College)를 출범시켰다. 1970년 미국 서부에서 호놀룰루, 시드니, 오클랜드에 이르는 최초로 장거리 국제선 노선이 취항했다.
같은 해 트랜스 카리브 항공(영어: Trans Caribbean Airways)를 합병하여 카리브 노선을 확보했으며 1979년 본사를 텍사스주 댈러스로 이동했다. 1976년에 세계 최초로 항공사들 중에서 전산발권 시스템인 세이버(SABRE)를 개발했다. 1982년 5억 번째 승객이 탑승하였고 같은 해 주주들이 조직 재정비를 인가하여 AMR이란 새로운 지주 회사가 설립했다.
1994년 런던 노선을 운항하기 시작하였고 1999년 영국항공, 캐세이퍼시픽 항공, 캐나디안 항공, 콴타스 항공과 함께 항공 동맹인 원월드를 만들었다. 2001년 트랜스월드 항공을 합병했으며 2002년 뉴욕에서 도쿄 간 당일 논스톱 운항 노선을 개시했다. 2008년에 최초로 전체 기내 인터넷 서비스 제공을 시작했다. 2009년 시카고와 모스크바 간 최초의 직항 노선을 취항했고 2010년 포춘 500대 기업에 120위 기업으로 이름을 올렸다. 하지만 2011년 유럽발 금융위기로 인해 파산 신청을 했으며 이후 노조와 수 차례 협상을 했으나 합의에 실패하였다. 델타 항공, US 에어웨이스, TPG 캐피탈, 국제항공 그룹이 인수 및 합병하는 것을 검토했지만 US 에어웨이스와 합병을 승인하면서 세계 최대의 항공사로 탄생했다.
델타 항공, 유나이티드 항공과 달리 일본을 허브로 쓸 수 있는 이원권이 없어서 델타 및 유나이티드에 비해 태평양 횡단 노선이 미약했으며, 이로 인하여 대한민국과 중국 진출이 늦어졌다. 원월드 내에서는 일본항공과 긴밀하게 협력하고 있다.
대한민국에는 미국 내 다른 경쟁 항공사인 델타 항공이나 유나이티드 항공에 비해 늦게 진출했다. 2013년 5월 10일 인천 - 댈러스 직항으로 대한민국에 입성했으며, B777-200ER을 투입하다가 B787-9로 변경했다. 취항하기 전에는 주로 일본항공의 도쿄행 항공편에 코드셰어하여 연계했으며, 현재도 직항 비운항 시간대에는 일본항공의 항공편에 코드셰어하여 인천국제공항 및 김해국제공항에서 출발하는 일본항공의 도쿄행을 통해 환승을 연계 중이다. 2015년 4월 1일에는 대한항공과 코드셰어 협정을 맺었으며, 동시에 아메리칸 항공의 인천 - 댈러스 항공편 한정으로 대한항공의 스카이패스 마일리지 적립이 되도록 제휴했다.

## 운항 노선
- 2012년 1월 현재 아메리칸 항공은 다음과 같은 노선을 취항하고 있다.

### 코드셰어 협정
- 아메리칸 항공은 다음과 같은 항공사와 코드셰어 협정을 맺고 있다.[12]

| - GOL 항공 - S7 항공 (원월드) - 걸프 에어 - 대한항공 (스카이팀) - 로얄 요르단 항공 (원월드) - 말레이시아 항공 (원월드) - 스리랑카 항공 (원월드) - 시본 항공 - 알래스카 항공 (원월드) - 에어 타히티 누이 | - 에티하드 항공 - 엘알 이스라엘 항공 - 영국항공 (원월드) - 웨스트제트 - 이베리아 항공 (원월드) - 인터제트 - 일본항공 (원월드) - 젯스타 재팬 - 젯스타 항공 - 중국남방항공 | - 카타르 항공 (원월드) - 캐리비안 항공 - 캐세이퍼시픽 항공 (원월드) - 케이프 에어 - 콴타스 항공 (원월드) - 피지 항공 - 핀에어 (원월드) - 하와이안 항공 - 하이난 항공 |

### 허브 공항통계
- 2014년 2월 기준으로 아메리칸 항공의 허브 공항 통계는 다음과 같다.[14]

| 1 | 댈러스(포트워스) | 479 |
| 2 | 마이애미         | 263 |
| 3 | 시카고(오헤어)   | 153 |
| 4 | 로스앤젤레스     | 96  |
| 5 | 뉴욕 (JFK)       | 58  |

## 보유 기종
- 2024년 7월 기준으로 아메리칸 항공은 다음과 같은 기종을 보유하고 있으며 2015년, US 에어웨이즈와의 인수·합병 후 기존의 보잉 중심에서 에어버스 항공기를 인수받음으로서 미국 내 항공사들 중 가장 많은 에어버스 항공기를 운용하는 항공사가 되었다.[16][17][18]

## 자회사

### 엔보이 항공

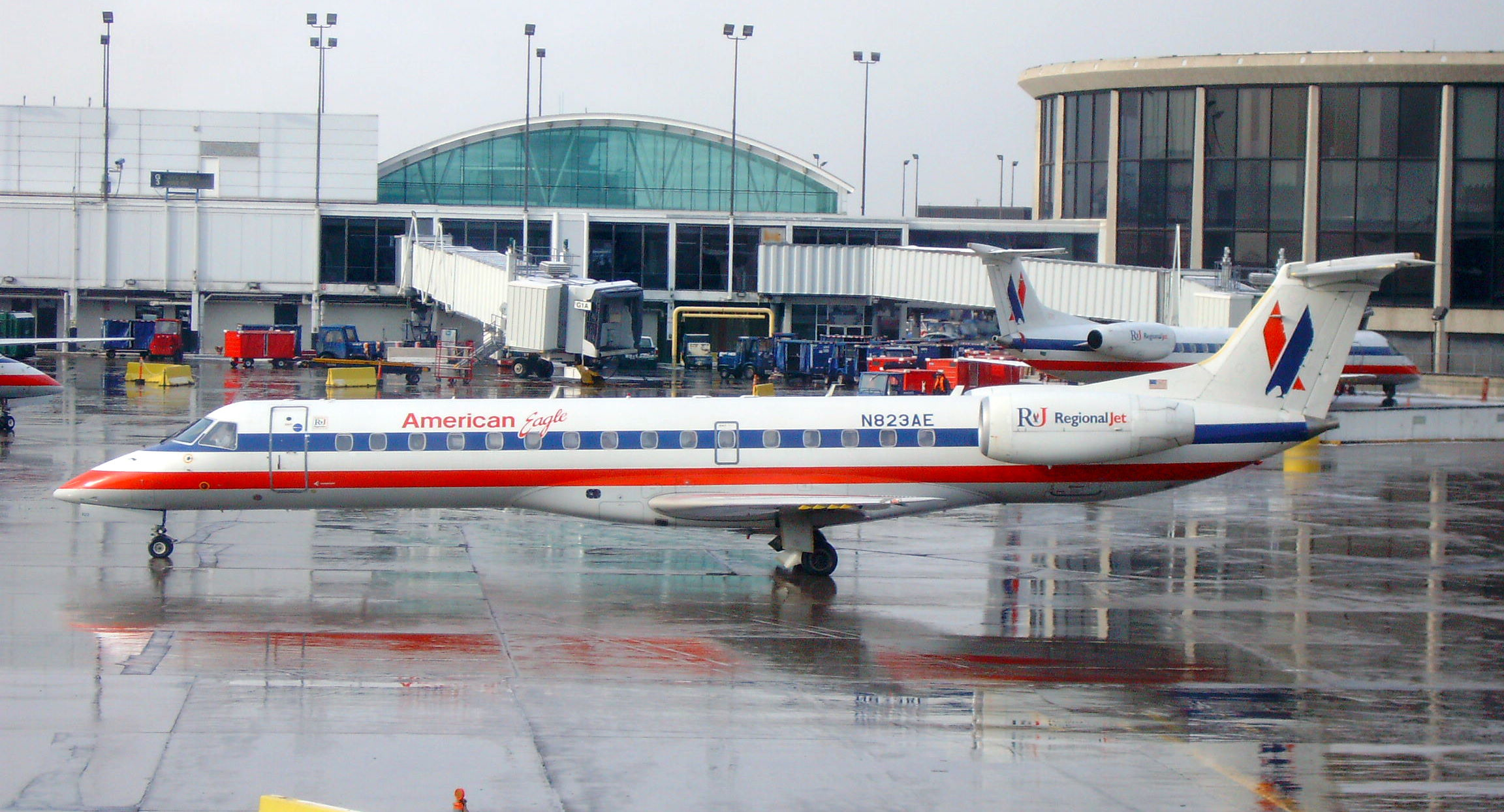
아메리칸 이글 항공의 ERJ-140

엔보이 항공은 미국 텍사스주 포트워스에 거점을 둔 아메리칸 항공의 자회사로 아메리칸 항공과 함께 아메리칸 항공 그룹에 소속되어 있다. 미국, 캐나다, 멕시코, 캐리비안 해의 159개 도시를 오가는 1,800편 이상의 항공편을 운영하고 있다.

### 아메리칸 커넥션
아메리칸 커넥션(영어: AmericanConnection)은 아메리칸 항공과 환승을 위해 지역 항공사가 운항하고 있는 명칭 상표로 이 항공사는 아메리칸 항공 편명으로 아메리카 항공의 허브 공항과 지방 공항의 노선을 소형 항공기로 운항하고 있다.

## 사진

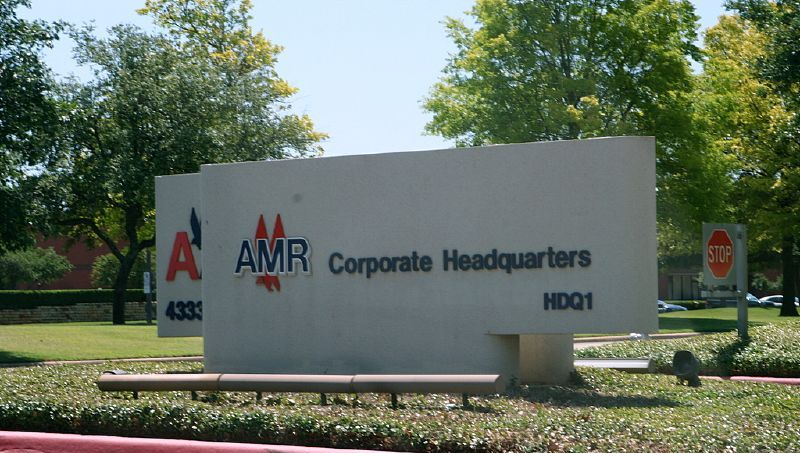
아메리칸 항공 본사
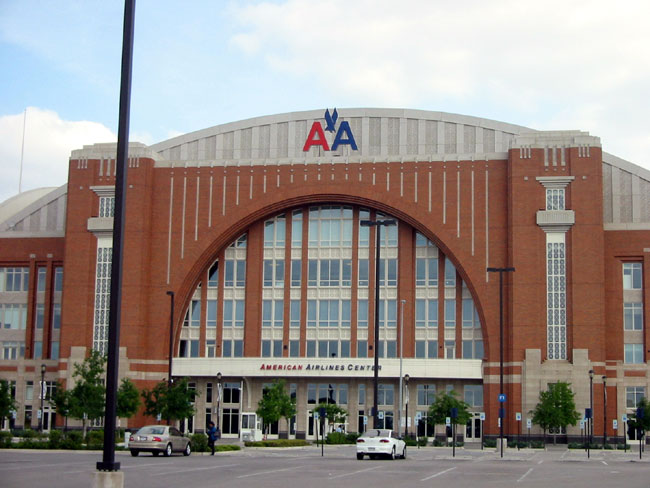
아메리칸 항공 센터
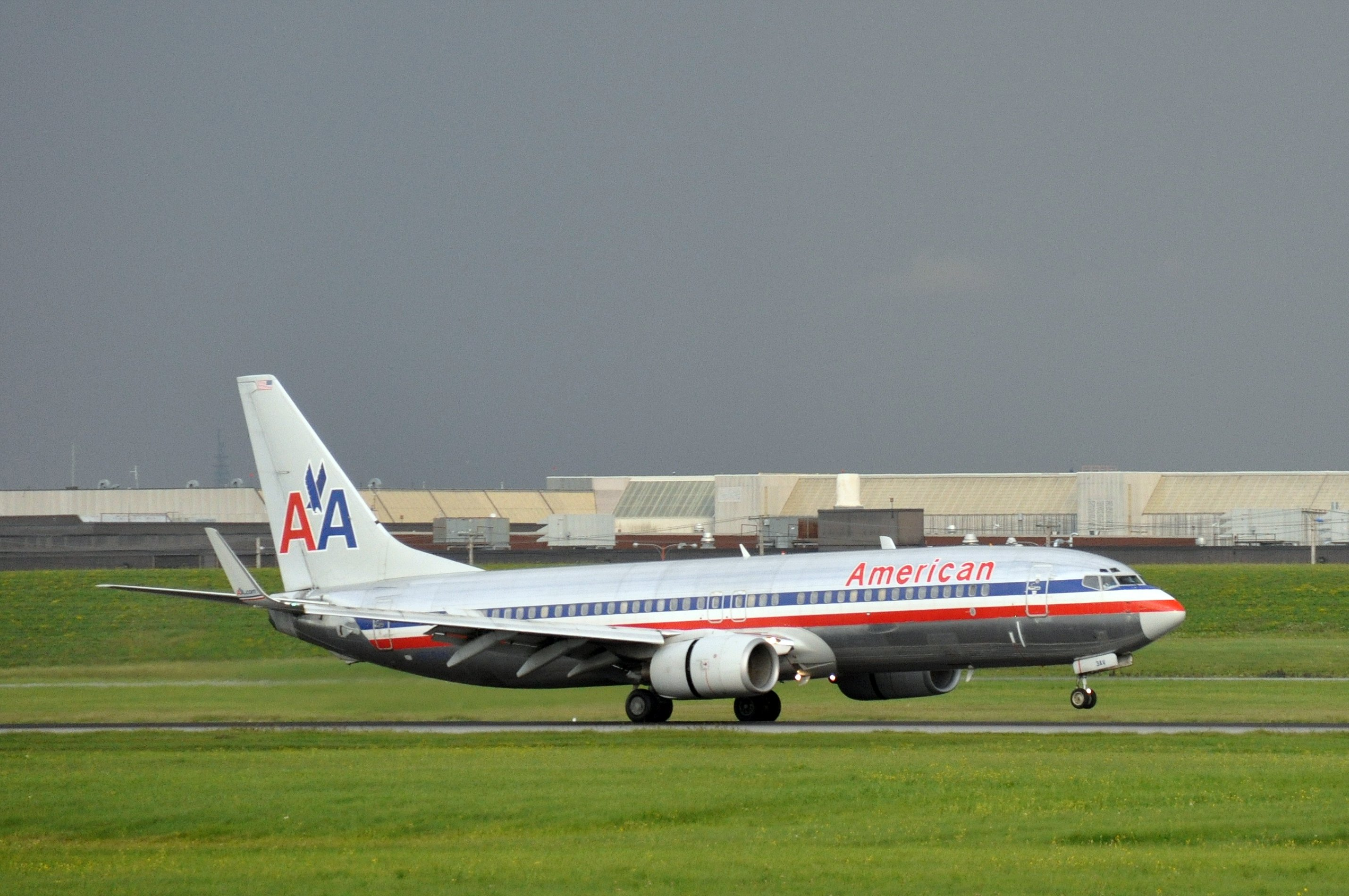
구도색 아메리칸 항공의 보잉 737-800(퇴역)
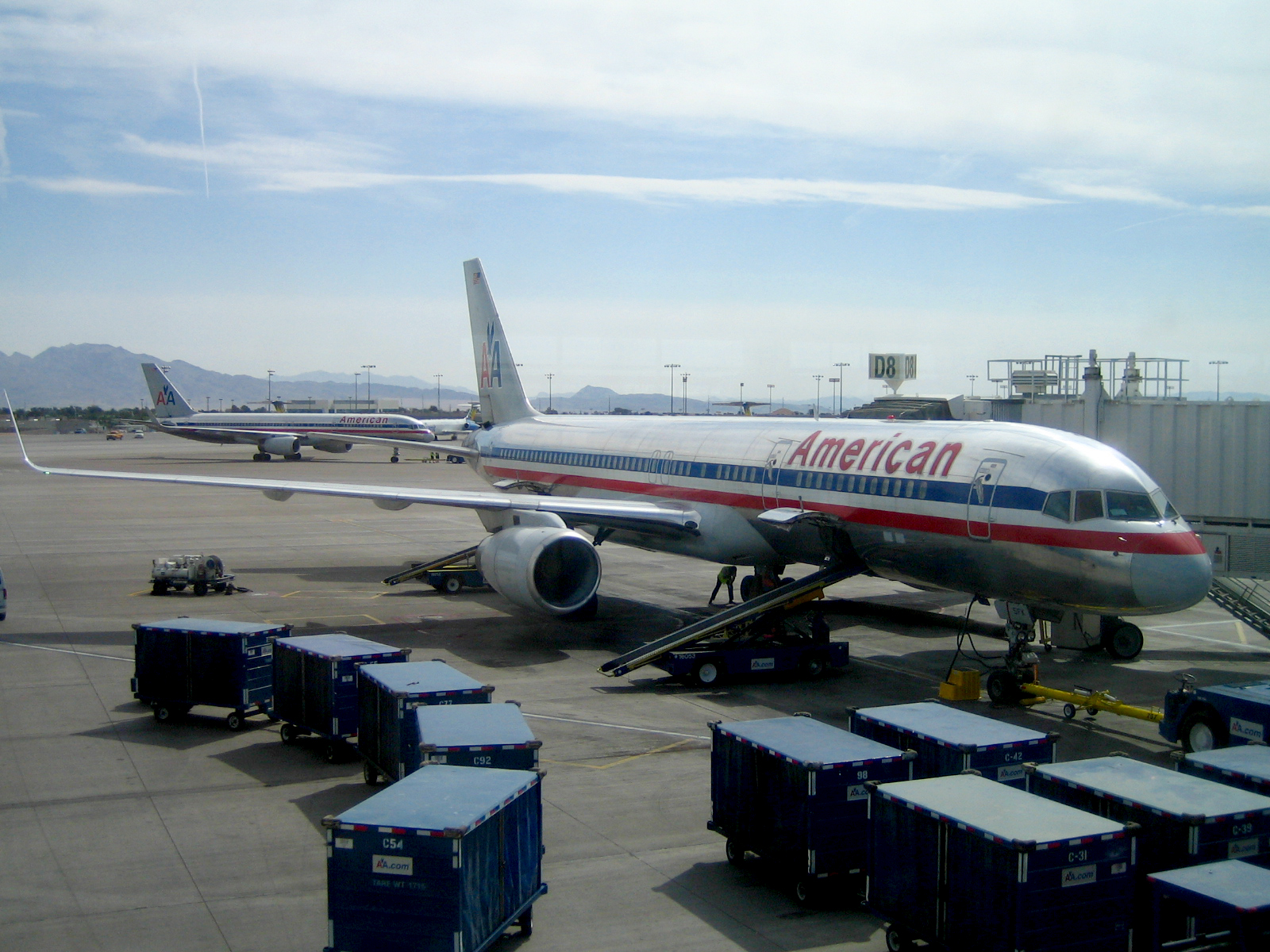
구도색 아메리칸 항공의 보잉 757-200 (퇴역)
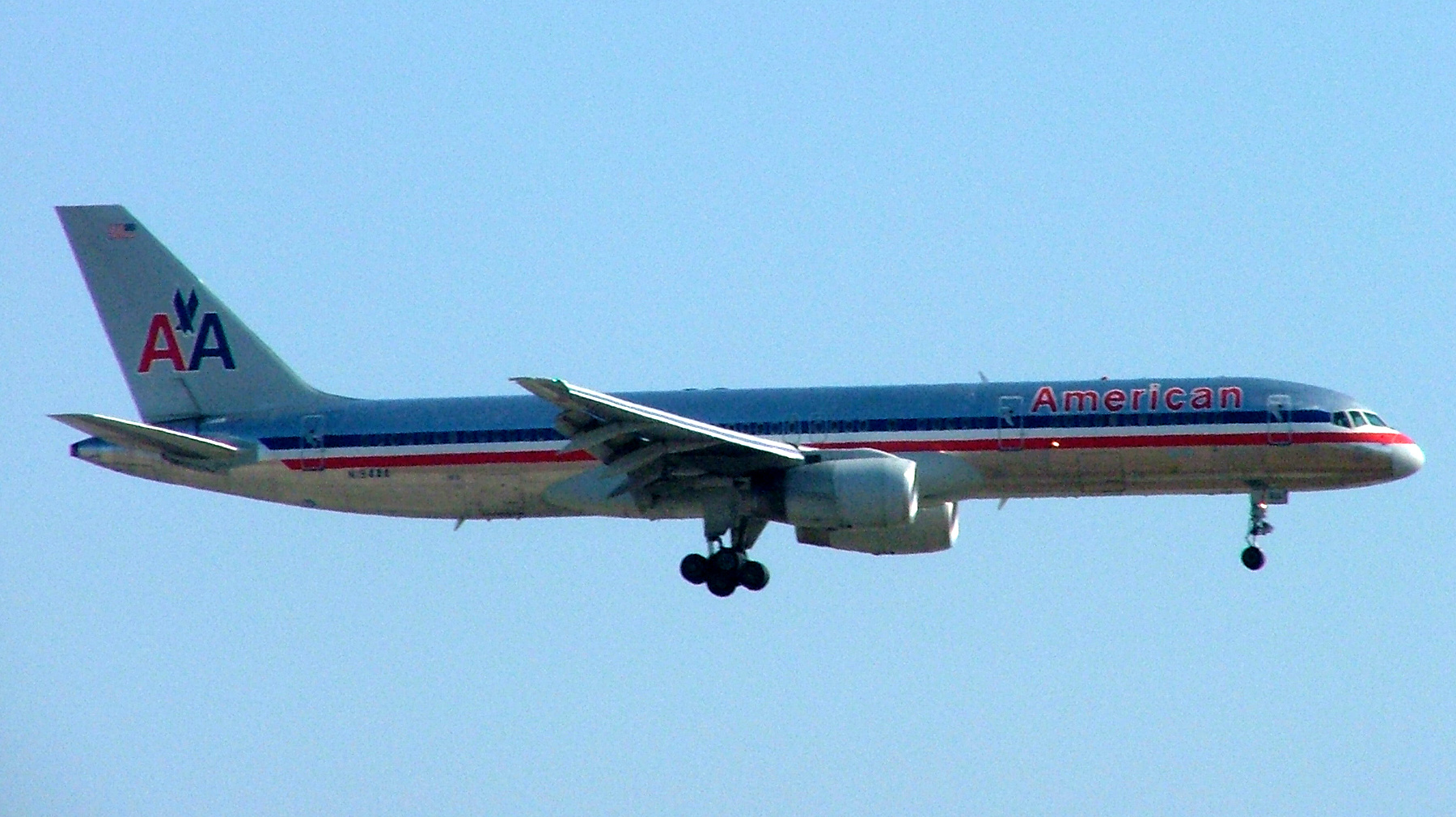
구도색 아메리칸 항공의 보잉 757-200 (퇴역)
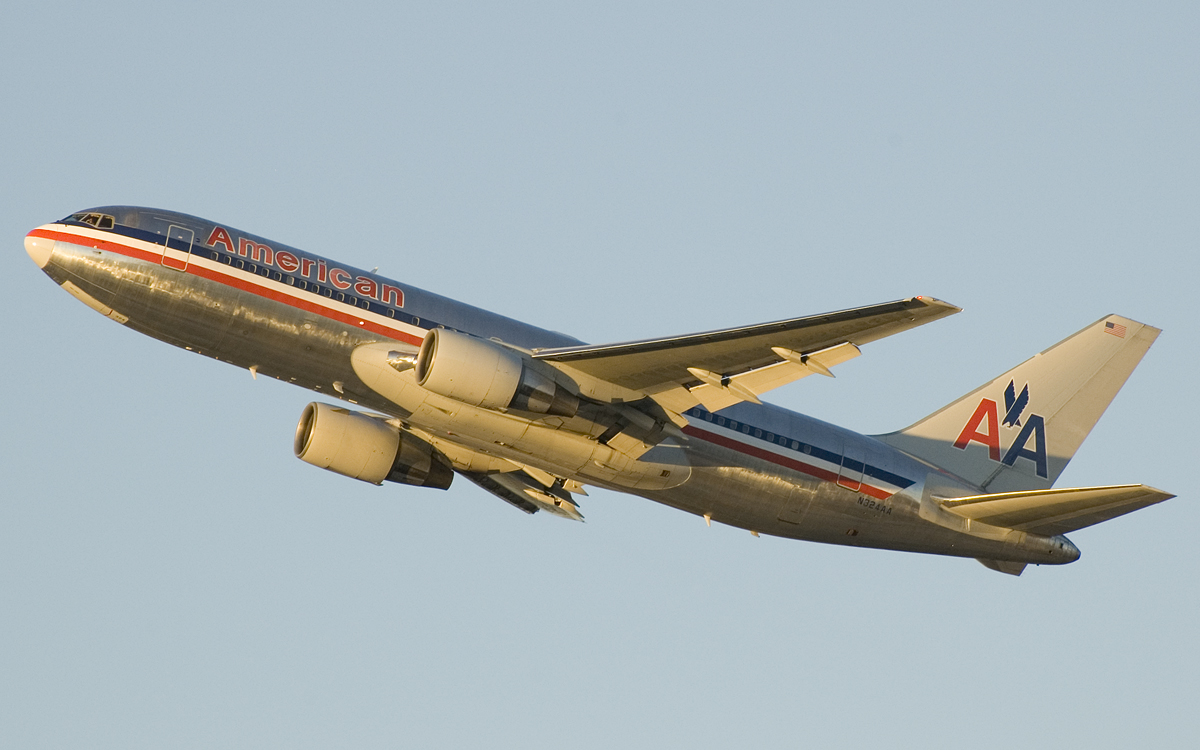
구도색 아메리칸 항공의 보잉 767-200 (퇴역)
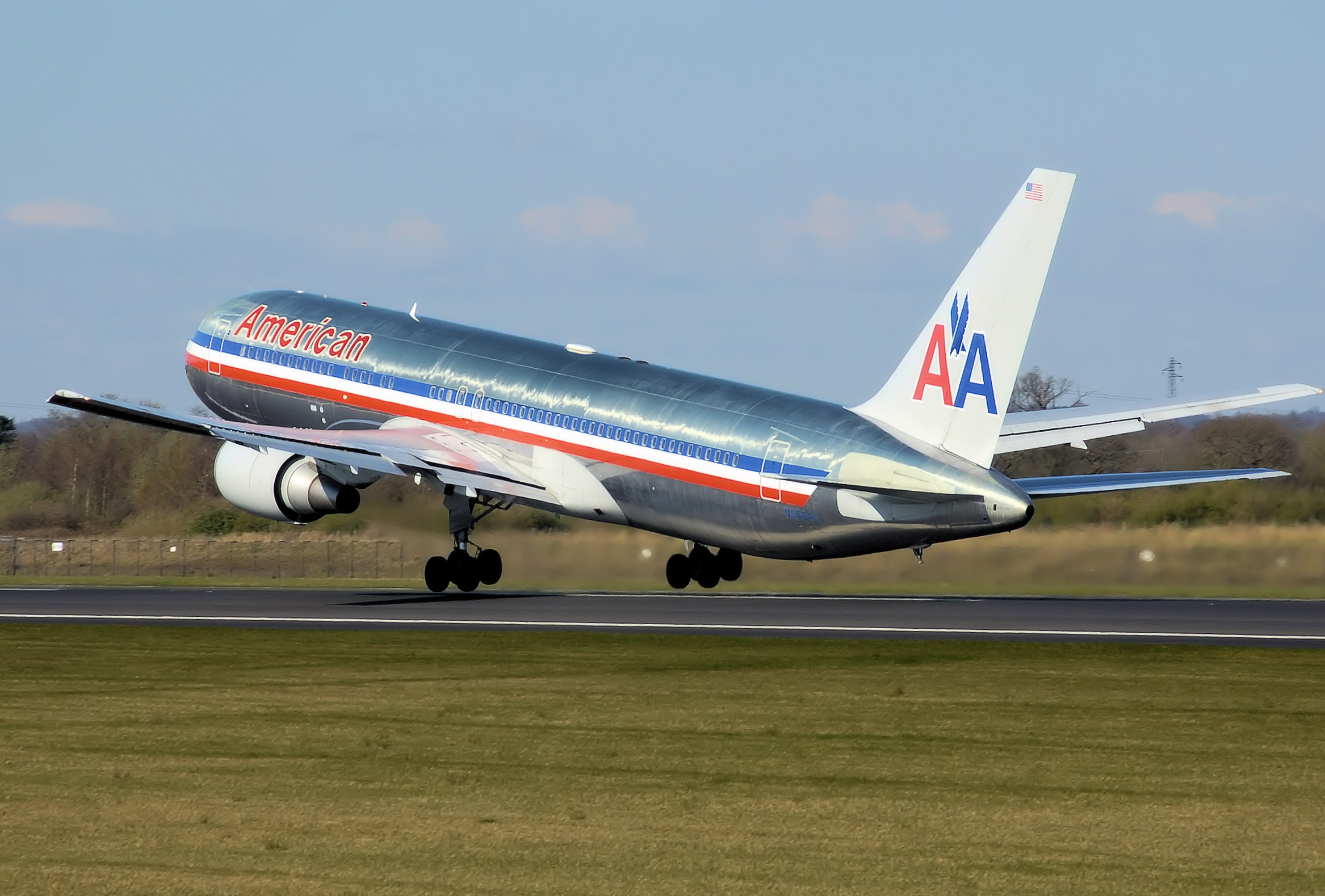
구도색 아메리칸 항공의 보잉 767-300ER (퇴역)
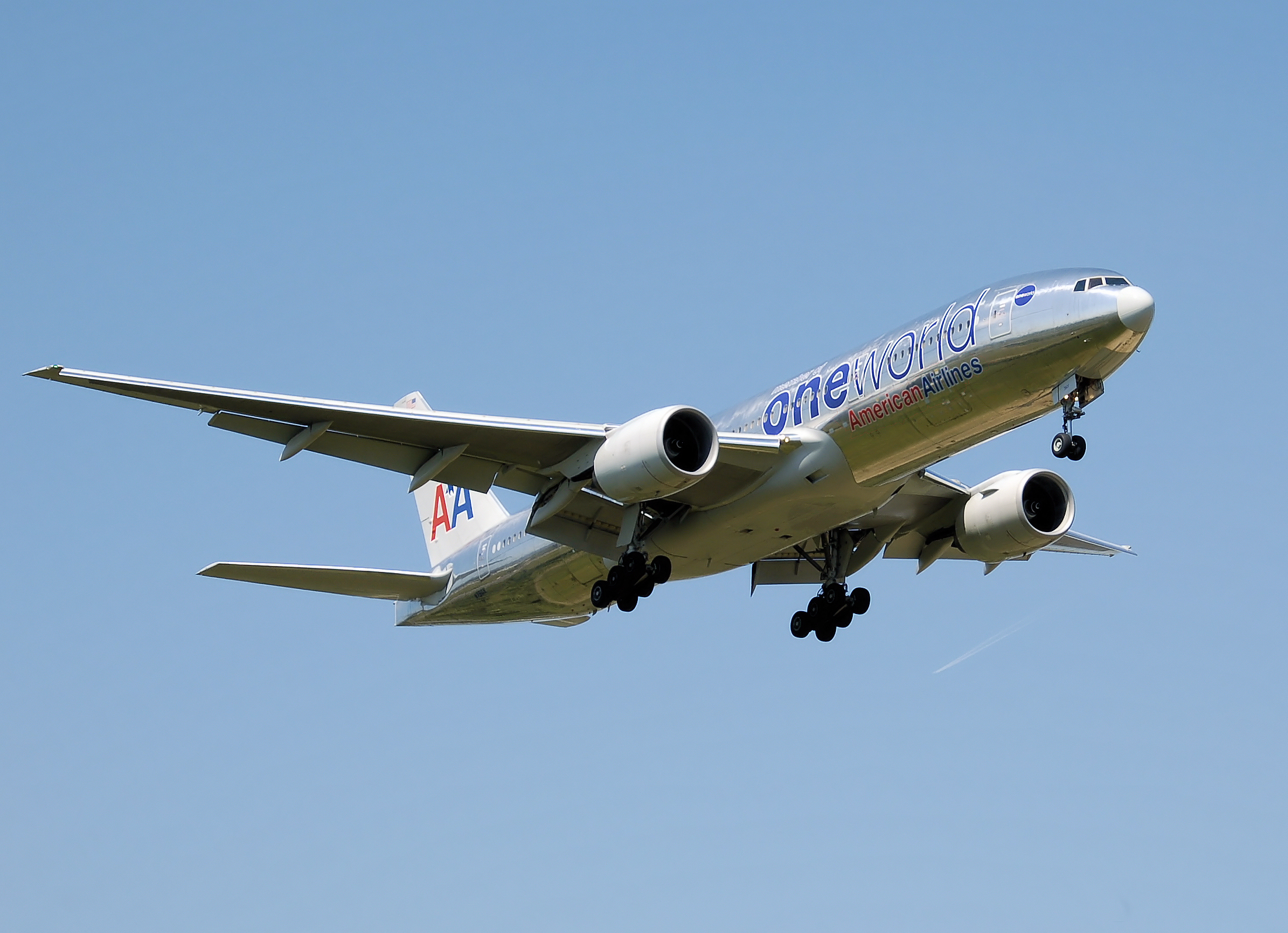
구도색 원월드 도장을 적용한 아메리칸 항공의 보잉 777-200ER
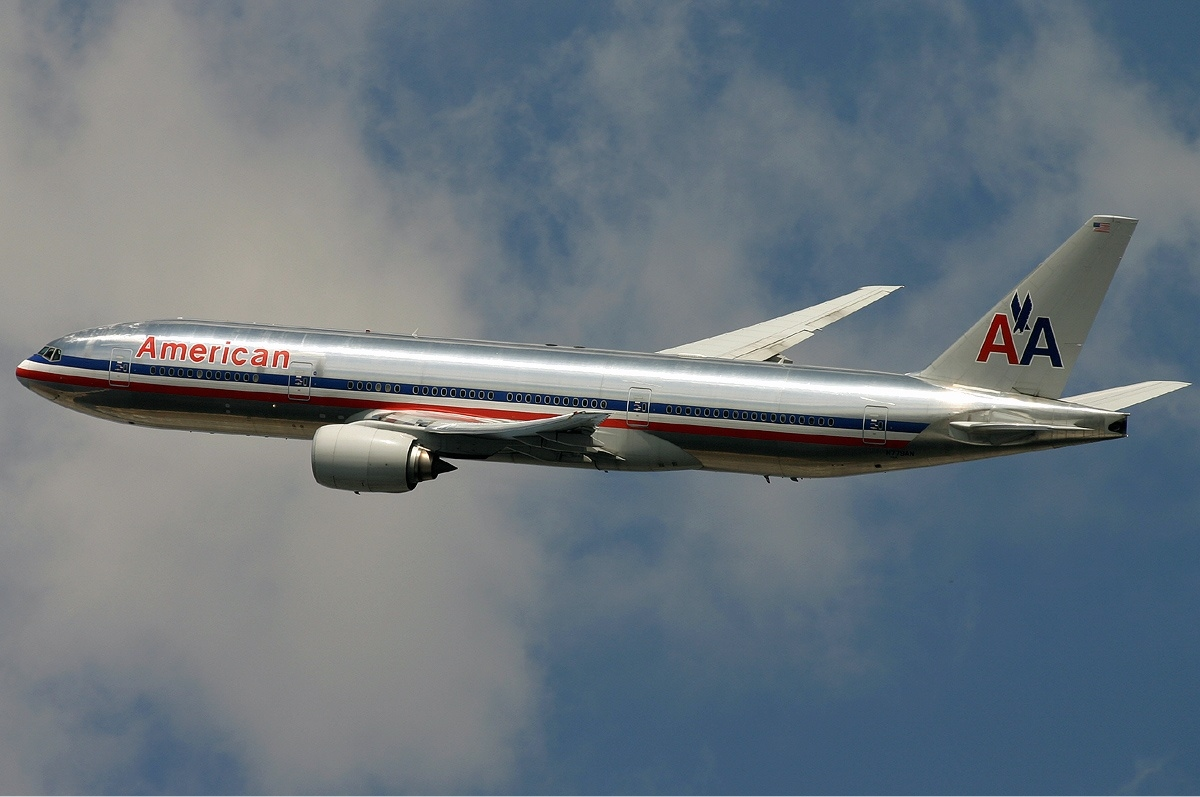
구도색 아메리칸 항공의 보잉 777-200ER
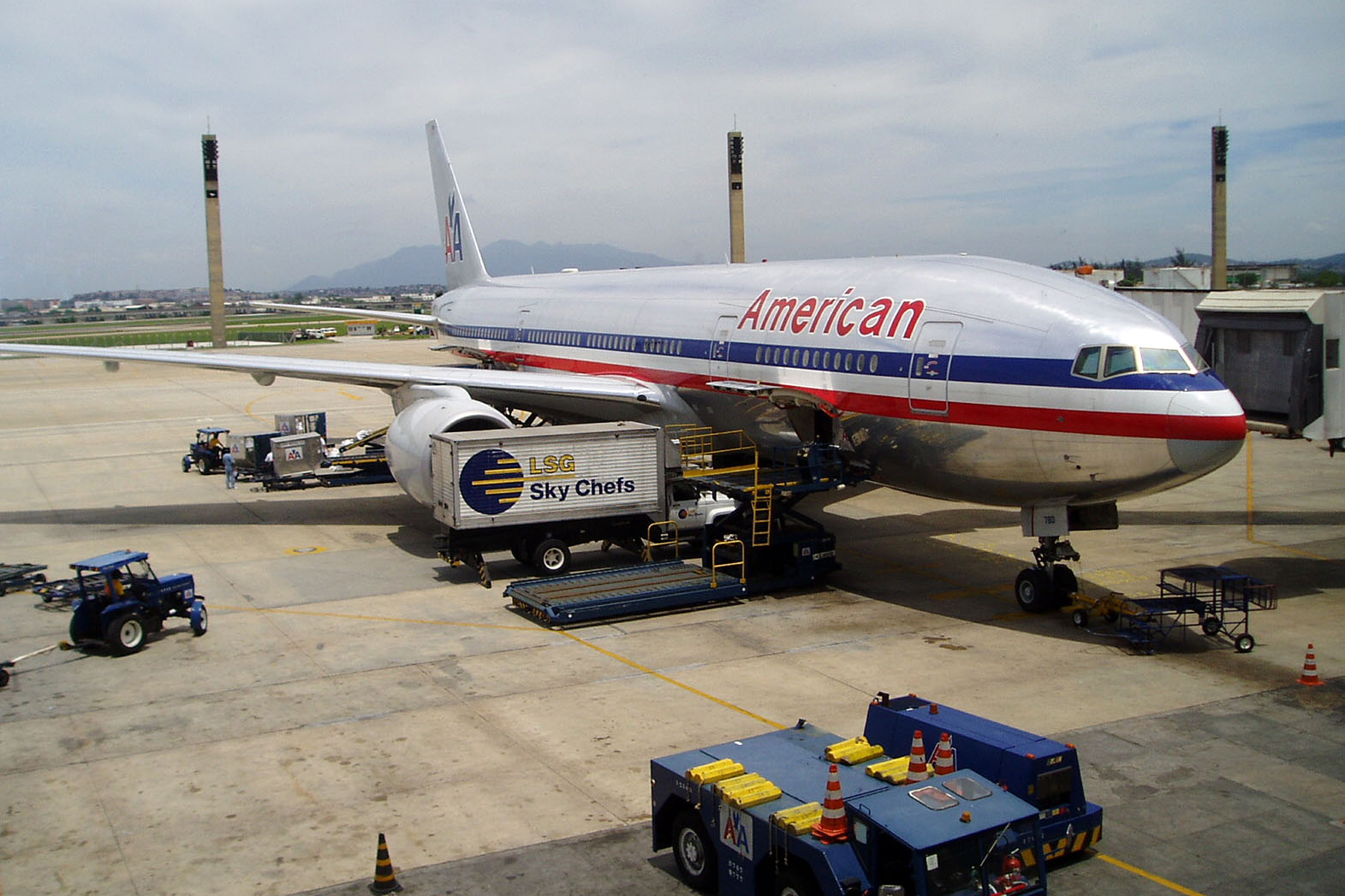
구도색 아메리칸 항공의 보잉 777-200ER
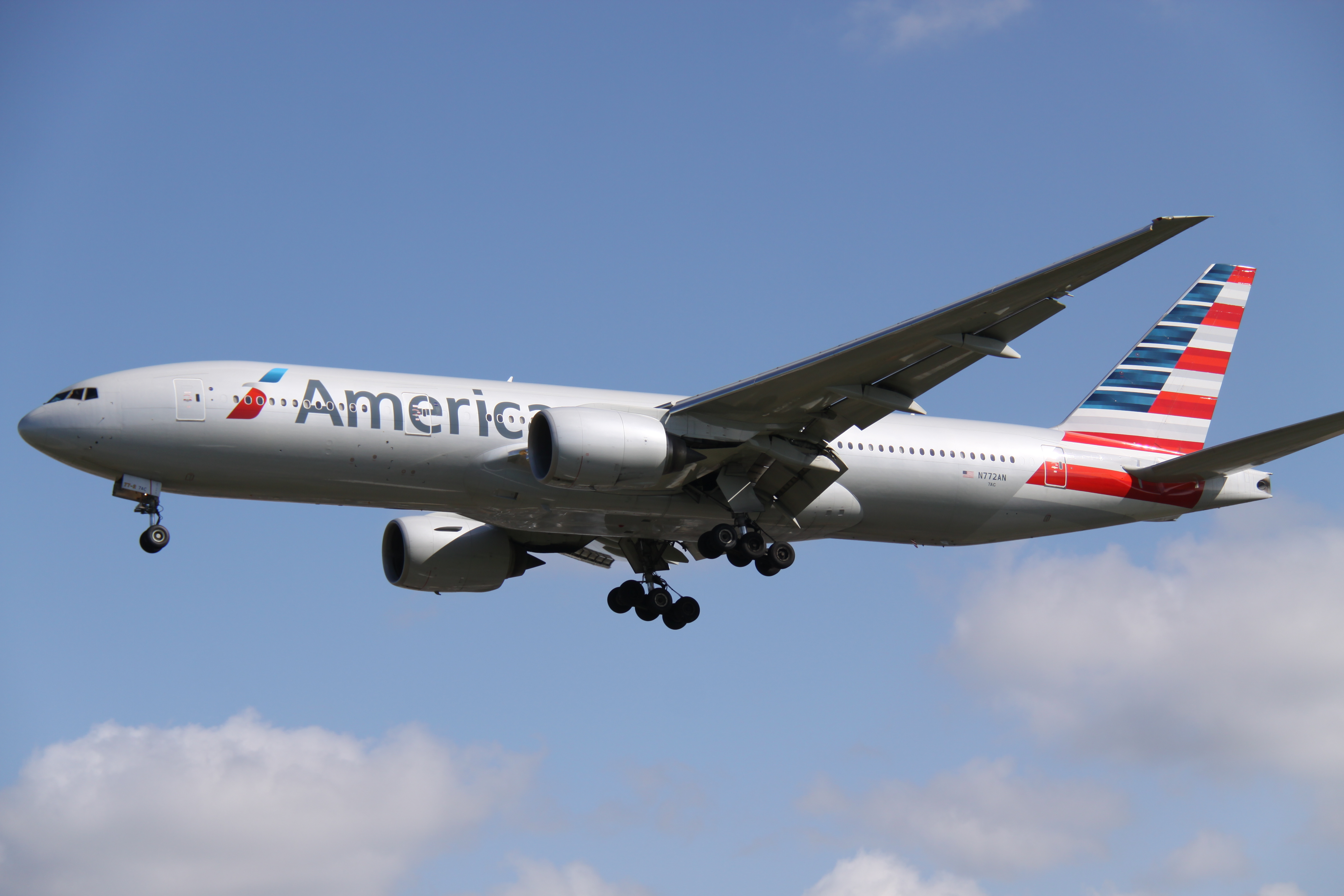
아메리칸 항공의 보잉 777-200ER 신도색
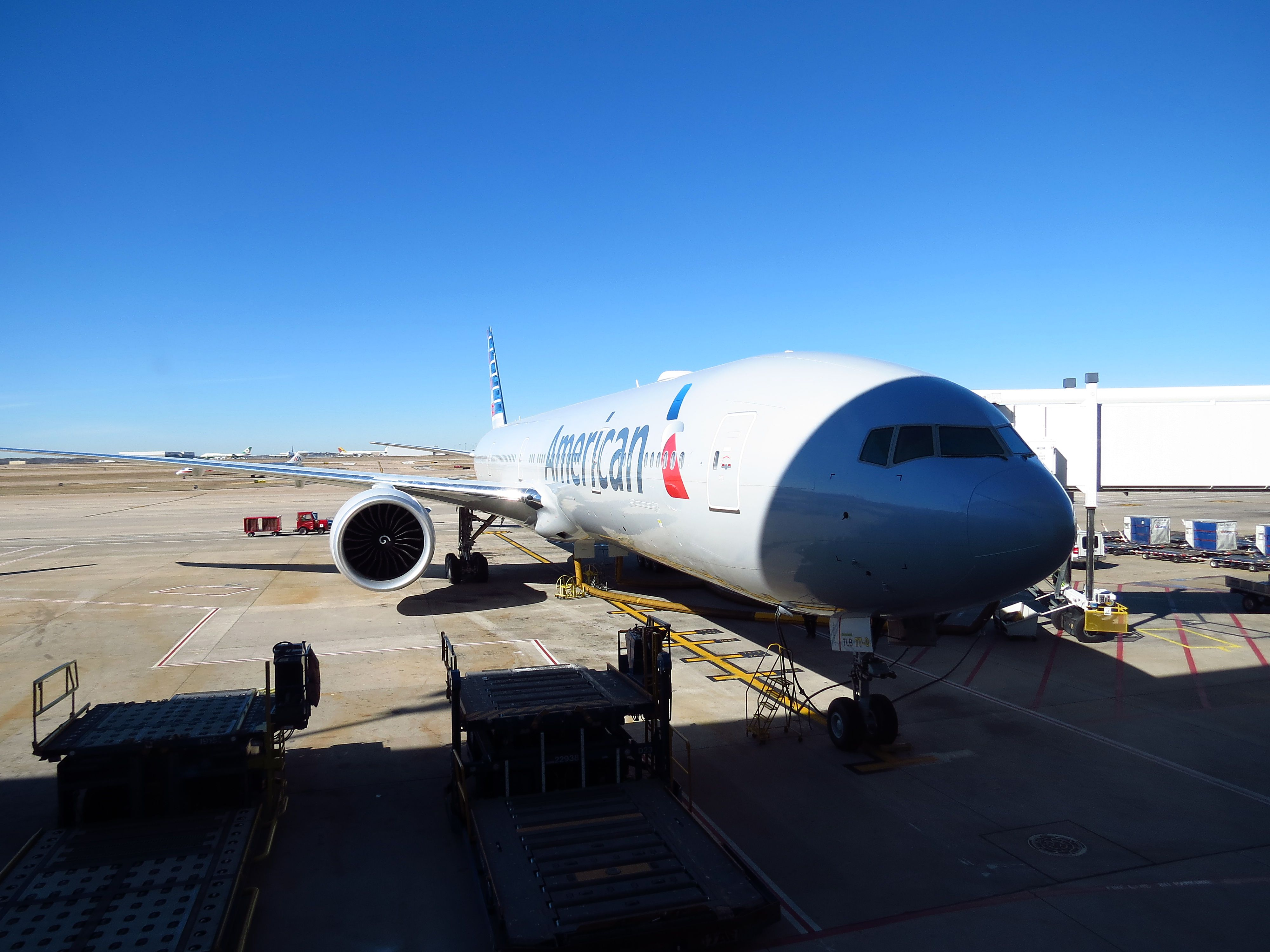
아메리칸 항공의 보잉 777-300ER 신도색
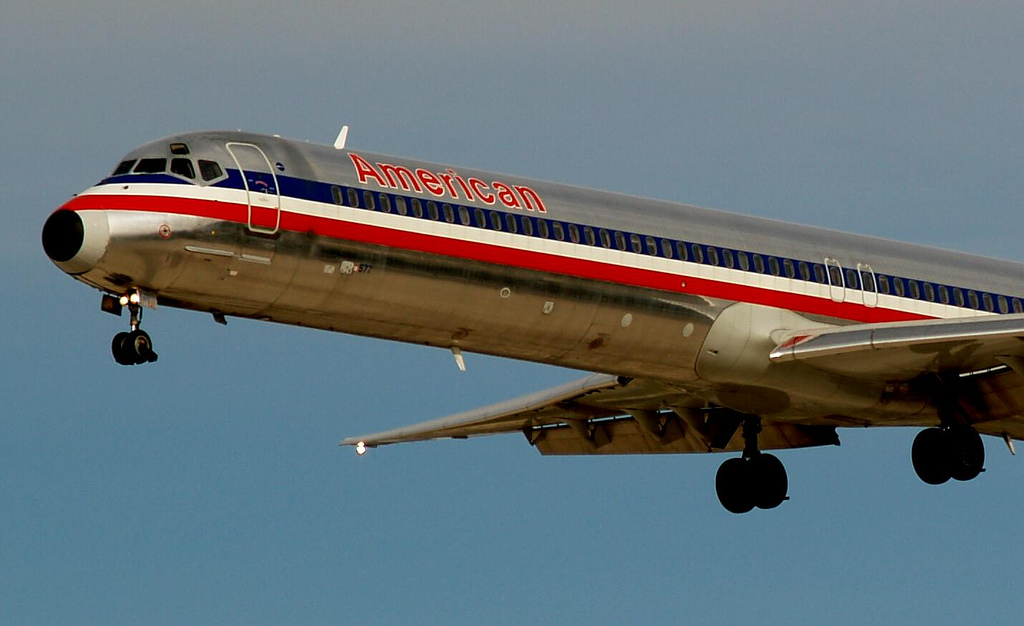
아메리칸 항공의 맥도널 더글러스 MD-80 (퇴역)
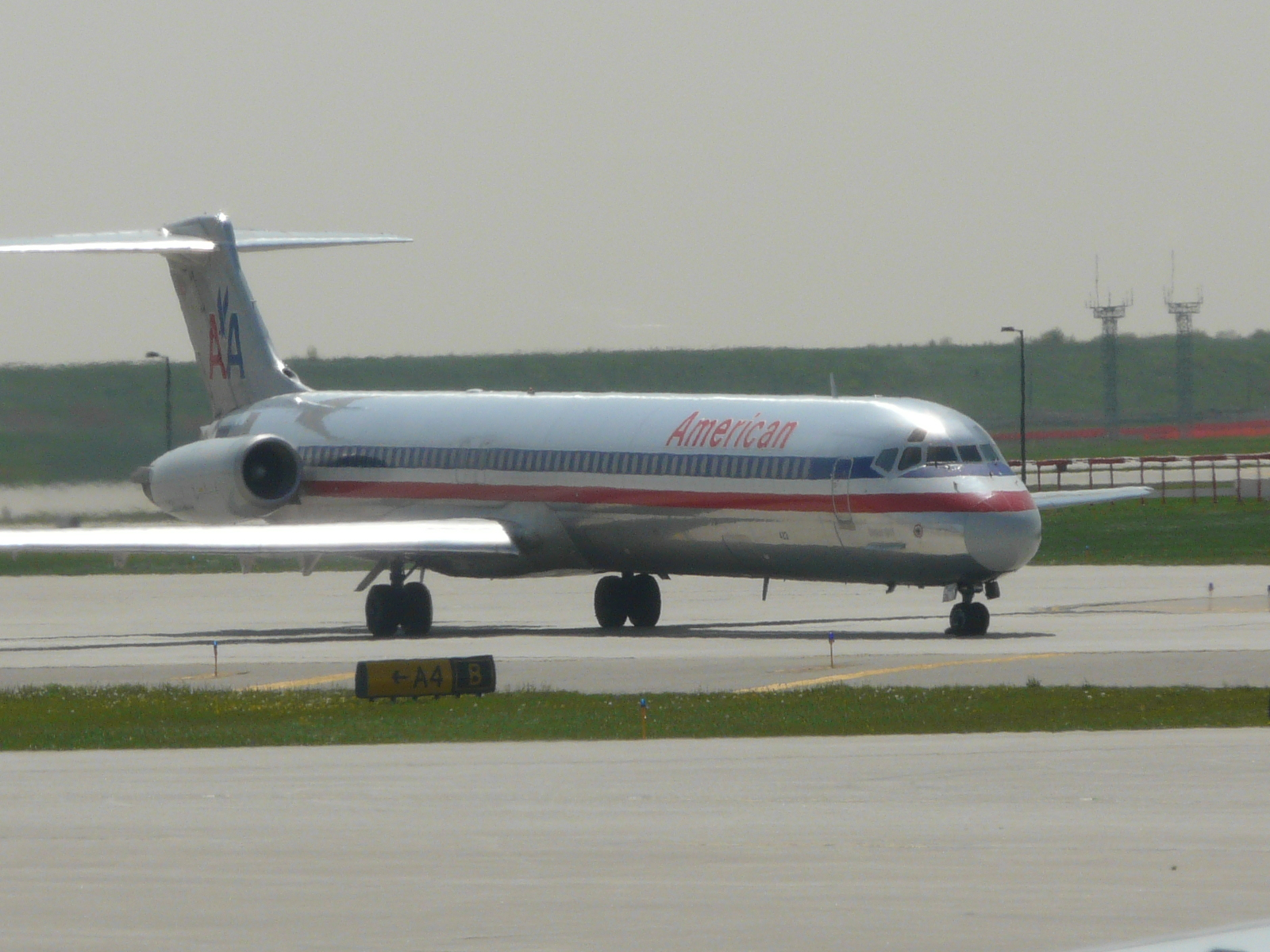
아메리칸 항공의 맥도널 더글러스 MD-80 (퇴역)
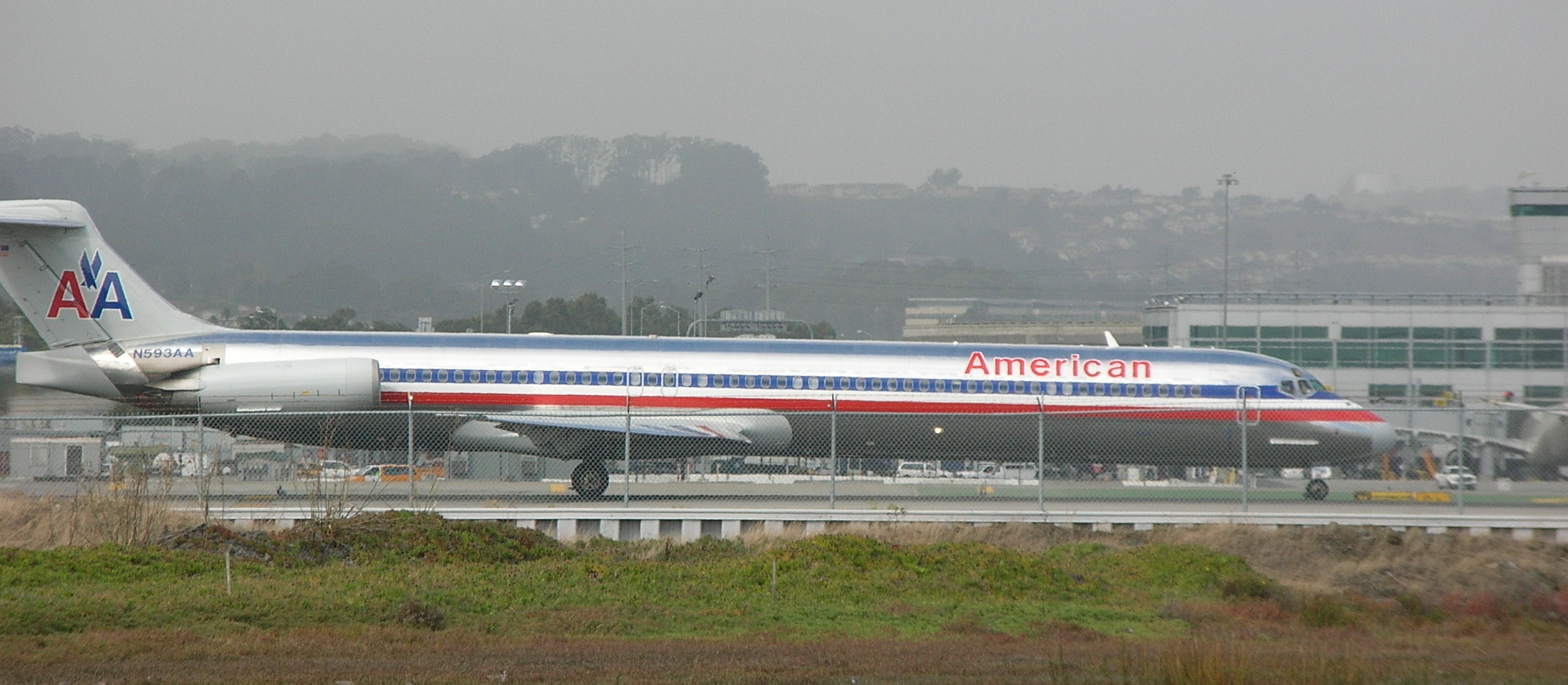
아메리칸 항공의 맥도널 더글러스 MD-83 (퇴역)

## 같이 보기
- 미국의 항공사 목록
- 미국의 공항 목록
- US 에어웨이스